# Медведівська волость
Медведівська волость — адміністративно-територіальна одиниця Чигиринського повіту Київської губернії з центром у містечку Медведівка.
Утворена 1912 виділенням із Головківської волості.
Старшинами волості були:
- 1913—1915 роках — Єремій Давидович Довгополий[1],[2].